# Grigoris Kastanos
Grigoris Kastanos (em grego, Γρηγόρης Κάστανος (Paralimni, 30 de janeiro de 1998) é um futebolista cipriota que atua como meia-atacante. Atualmente joga no Hellas Verona, emprestado pela Salernitana.[carece de fontes?]

## Carreira

### Juventus
Revelado nas categorias de base do Enosis Neon Paralimni, clube de sua cidade natal, Kastanos assinou pela Juventus em janeiro de 2014, para integrar a Academia de jovens do time italiano, embora fosse um torcedor da Fiorentina, um dos maiores rivais da Vecchia Signora.

### Empréstimos a Pescara e Zulte Waregem
Para ganhar experiência, Kastanos foi emprestado ao Pescara em janeiro de 2017, atuando em 8 jogos pelo clube alviazul. No mesmo ano, a Juventus emprestou novamente o meia-atacante, desta vez para o Zulte Waregem, tendo jogado apenas uma vez.

### Volta à Juventus e estreia como profissional
Regressou à Juventus em 2018, e foi posteriormente integrado ao elenco, além de jogar pelo time Sub-23, que disputa a Lega Pro (terceira divisão). Sua estreia pelo time principal da Vecchia Signora foi em abril de 2019, contra a SPAL, que venceria por 2 a 1. Além de Kastanos, outros 3 jogadores fizeram sua estreia como atletas profissionais da Juve: o zagueiro Paolo Gozzi e os atacantes Hans Nicolussi e Stephy Mavididi.

### Retorno ao Pescara
Em agosto de 2019, Kastanos voltou a ser emprestado pela Juventus ao Pescara.

## Seleção Cipriota
Com passagem pelos times de base do Chipre, o meia-atacante estreou na equipe principal em março de 2015, aos 17 anos de idade, substituindo o capitão Konstantinos Mavridis na derrota por 5 a 0 para a Bélgica, pelas eliminatórias da Eurocopa de 2016.

## Títulos
Juventus
- Campeonato Italiano: 2018–19